# امین‌بهاوی
امین‌بهاوی (به انگلیسی: Amminbhavi) یک منطقهٔ مسکونی در هند است که در کارناتاکا واقع شده‌است.

## خصوصیات
امین‌بهاوی ۲٬۰۰۰ نفر جمعیت دارد.